# 그리스도 수도회
그리스도 수도회(영어: Brothers of Christ)는 천주교 서울대교구 소속 수도회이다. 1981년 5월 10일에 미국 가톨릭 선교사였던 알로이시오 슈월츠 신부에 의하여 설립되었다.

## 설립
1930년 9월18일 미국 워싱턴에서 출생한  알로이시오 몬시뇰은 미국 일리노이 글렌 엘렌 소재 메리놀회 신학교에서 학사과정(1948-1952)을 마치고, 1953년, 중국의 선교에서 유명하고 성인 같은 벨기에 사제 뱅상 레브신부(1877-1940)의 영감으로, 방인주교 밑에서 활동하는 선교사제를 양성할 목표로 창설된 루뱅 소재 외방선교협조회(Societe Auxiliaire de Missions, SAM)에 입회하면서 루뱅 가톨릭 대학교에서 신학과정을 (1953-1957) 수료하였다.
벨기에 리에지 교구의 커크호프 주교로부터 부제품을, 그리고 동일 주교의 명의로 미국 워싱턴 대교구 성 마틴 성당에서 1957년 6월 29일 사제품을 받았고, 선교지 한국에서 활동하기 위하여 부산교구에 입적하였다.
한국의 가난한 사람들을 위하여 1961년에 워싱턴에서 민간원조기관인 한국자선회를 설립, 이 기관을 통하여 모금한 기금으로 한국에서 구호활동을 활발히 전개했고, 1962년부터 부산교구 송도본당의 주임신부로 재직하면서 1964년 마리아수녀회를 창설하였고, 가난한 이들 중에서 가장 가난한 이들에게 봉사하는 마리아수녀회의 사도직에 전념하기 위하여 1967년 5년 동안의 송도본당 주임직을 사임하였다. 알로이시오 신부는 생전에 한국, 필리핀, 멕시코의 6개 도시에 의료시설과 정규교육기관을 갖춘 6개소의 소년/소녀의집을 설립하여 수많은 불우 어린이와 청소년을 돌보았다. 1969년 7월에는 부산시의 노숙자 200명을 보호하는 마리아수녀회 구호소를 설립하였다. 그리고 1981년 5월 10일에 그리스도수도회를 창설하였고 서울특별시의 노숙자 2000명을 돌보는 그리스도 수도회 ‘은평의 마을‘을 시작하였다.

## 특징
그리스도 수도회는 전통적인 수도회가 내세우는 삼대 서원인 청빈, 정결, 순명 외에 네 번째 서원인 세시간 기도할 것을 서원한다. 그리고 "우리는 봉사를 받으러 오지 않고 봉사하러 오신 그리스도의 표양을 본받아 가난한 이들에게 봉사한다. 그리고 우리는 하느님의 영광, 교회의 대한 사랑, 인류의 선익을 위하여 희생, 겸손, 믿음의 정신으로 생활 해야한다."라는 다섯 번째 서원인 가난한 이들에 대한 봉사 서원이 있다. 이것은 그리스도 수도회와 마리아 수녀회 특징으로 이와 같은 정신은 가난한 이들에게 봉사하며 더 깊은 의미에서 그리스도 수도회의 창설자는 "'가난한 이들'입니다. '가난한 이들의 외로움과 소외받음'이 그리스도수도회를 창설 하셨다고 말씀하셨다. 그리스도수도회의 역사는 간결하고 단순하다. 그리스도수도회는 다른 무엇보다도, 신앙과 선의와 정직한 의향을 가지고 출발하였으며 가난한 이들이 있기에 자연스럽게 생겨났다. 그리스도수도회는 작은 신심단체로 출발하여, 1981년 5월 10일에 창설자 알로이시오 신부에 의해 창설 되었다. 그리스도수도회 서원의 특징은 해마다 서원을 갱신한다. 수사들은 연례피정 끝에 해마다 서원을 갱신한다. 이 갱신서원은 각 수사의 수도 사명을 그리스도의 정신 안에서 새롭게 하며 살아 있게 만들고 역동적으로 지켜준다. 그리스도 수도회의 모토는 시편에 나오는 “하느님을 즐거운 마음으로 섬기자”(시편100:2)라는 말씀이다.

## 수도회 영성

### 1. 살아계신 그리스도 체험의 영성
우리는 스스로 자신의 생각, 관념, 문자에 얶매인 책, 무의미하게 바라보는 십자가, 무의미 하게 바라보는 성상에 집착하여 죽은 그리스도와 통교하고 있는 것이 아닌지 성찰해 보아야 한다. 고로 살아계신 그리스도를 알기위해서는 하느님을 드러내는 표징을 잘 알아 보아야 한다. 이것은 크게 5가지 표징 체험안에서 살아계신 그리스도를 볼 수 있다.
첫째, 성체안에 계시는 그리스도
성체는 하느님의 창조성을 가장 신비하게 드러내는 것이다. 이는 계속성을 지니며 신성의 드러냄이며 성변화이다. 묵당 자연의 아름다움은 하느님의 창조가 개입된 것이라면 성체는 하느님이 사제 안에서 창조가 계속 이루어지도록 하고 있다. 즉 성체는 한 명의 사제에게서 다른 이에게 비우고 내어주는 모양으로 드러내고 성변화를 일으킨다. 이것을 토대로 하느님의 창조물 또한 우리의 내면안에서 성변화를 일으킨다. 자기 자신 외에 더 큰 실체를 보여준다는 것이다. 즉 꽃을 보면서 하느님을 보고 옆사람의 미소 안에서 또한 하느님을 볼 수 있다는 것이다.
둘째, 통찰-성서속의 그리스도
성서를 영적 통찰의 내면으로 읽을 때 살아계신 그리스도를 체험 할 수 있다. 통찰이 있어야만 내면의 변화가 일어난다. 돌아온 탕자의 비유안에서 우리는 하느님의 사랑을 알 수 있다. 이것은 탕자가 자신에 대한 회개를 통해 자신의 부정적 자아가 죽을 때 비로소 아버지의 자비를 깨닫게 되었다는 것이다. 즉 여기에서 성서는 우리에게 근본적으로 요구되는 삶의 자세를 일깨워 줌과 동시에 우리는 그 일깨워짐 안에서 주님의 현존을 체험케 된다는 것이다.
셋째, 형제안에 계시는 그리스도
우리 수도회의 수사님들은 그리스도이며 지장보살이다. 수많은 세월 동안 가난한 이들에게 헌신적이며 지속적으로 봉사하는 것은 쉽지 않다. 그러함에도 지금껏 해올 수 있었던 것은 그리스도께 사로잡혀 있기 때문이다. 고로 수사님과 수녀님들을 통해 우리는 그리스도의 현존을 체험한다.
넷째, 가난한이는 하느님을 보여주는 표징
창설 신부님은 이를 가난한 자 성사 라고 하셨다. 우리와 함께 사는 가난한 이들 안에서 가난한 그리스도가 보여진다. 그들의 욕심없고 소박하며 맑은 미소를 보면 우리는 그안에서 예수 그리스도를 보게 된다.
다섯째, 고통안에서 살아계신 그리스도를 본다. 
은총은 틈새에서 빛난다. 특히 고통의 틈새에서 은총이 나옴을 감지 해야 한다. 예수님의 십자가 고통은 인간고통의 대표성을 지니며 그 안에서 은총이 흘러 나오듯이우리도 고통안에서 은총이 나옴을 인식해야 한다. 즉 인간안에서 위안 받으려고 하지말아야 한다. 자신의 고통을 다른 사람이 겪어 주지 않기 때문이다. 남에게서 이해를 구하려고 하지 말아야 하며 하느님에게서 위안 받을 때 우리는 은총을 감지한다.
이 5가지가 하느님의 표징이며 자꾸 체험하다 보면 자신도 모르게 그리스도화되어 간다. 그리스도 의식이 들어온이는 삶과 죽음의 경계가 사라지며 내적 자유가 나오고 여기에서 그리스도 체험영성이 나온다. 이것이 바로 우리 수도회의 가풍이라고 할 수 있다.비교하지 않을 때 가볍게 살아갈 때 풍요로움이 드러난다.

### 비분리 영성
우리는 우리 자신의 나약함을 솔직하게 인정해야 한다. 영적교만을 부리지 말고 자신의 나약함을 알고 하느님과 비분리를 위해 기도해야 한다. 기도를 통해 깊은 무의식을 알게 되고 무의식이 의식을 끌고 감을 알게 된다. 무의식은 영혼이 끌고 감을 기도를 통해 알게 될 때 하느님 체험의 영성이 일어 난다.
먼저 우리는 순간과의 비분리를 언제나 실천해야 한다.
이것은 수도 생활의 최상의 선택이며 생명에 집중하는 것이고 삶의 내용을 이해 하는 것이다. 즉 지금 이순간 함께하는 이들에 대해 집중하고 여기라는 장소에서 집중하는 것이다.
둘째는 사랑과의 비분리를 실천해야 한다.
우리는 친구를 위해 사랑으로 목숨을 바치고 있다.즉 아이들과 가난한이에게 새로운 희망, 시각이라는 새 생명을 주고 있다. 창설자가 생명유지 장치를 거부하고 참된 생명 얻기를 희망했듯이 우리도 그런 마음으로 모든 어린이와 가난한이에게 새 생명을 주고자 해야 한다. 모든 복지 프로그램도 마찬가지로 여기에 집중 되어야 한다. 이것은 친구를 위해 존재하는 삶으로 가는 것이다. 그러나 때로는 하느님은 우리가 원하지 않는 삶으로 데려가시기도 한다. 바로 지금 우리가 아이들과 가난한이와 함께 하는 삶으로 온 것이 바로 이를 보여준다. 우리는 처음 이곳에 오리라고 생각하지 못했다. 그러나 우리는 지금 여기에서 가난한이와 삶을 나누고 있으며 그 안에서 행복을 구가하고 있다. 고로 이자체가 바로 사랑이며 우리는 사랑과의 비분리를 실천하고 있으며 늘 이것을 염두에 두어야 한다.
셋째, 가난한이와의 비분리를 실천해야 한다.
가난한이들과의 삶 그 자체안에서 우리는 스스로 겸손함을 배우게 된다. 그들의 삶 안에는 소박, 단순함이 깃들어 있기에 그러하다. 또한 그들에게 봉사함으로써 보상받지 않는 마음을 깨닫게 되고 초월심을 기르도록 해준다. 전체적으로는 하느님이 전부라는 삶의 참다운 눈이 뜨이게 된다는 것이다. 나아가 가난한 이와의 비분리를 통해 형제애, 소박, 겸손, 서민적 마음가짐이 드러난다.

### 경축 영성
이것은 기쁨이다. 참된 경축은 하느님 현존이 지금 여기에 있다는 것을 온전히 받아 들이는 것이다.
인생은 잃는 것과 얻는 것의 연속이다. 누구나 은퇴하면 자유롭지만 아무도 거들떠 보지 않을 수 있다. 그러나 플러스, 마이너스를 있는 그대로 받아 들이는 것. 이것을 하느님이 주시는 삶의 경축이라고 할 수 있다면 우리는 이 삶을 온전히 받아 들일 수 있다. 즉 이러한 어린이 다운 태도로 경축하는 마음으로 살아갈 때 하느님 체험은 일어난다.

## 양성 과정
- 지원기 (6개월)
- 청원기 (1년)
- 수련기 (1년 6개월)

## 주보 성인
- 바뇌의 성모님

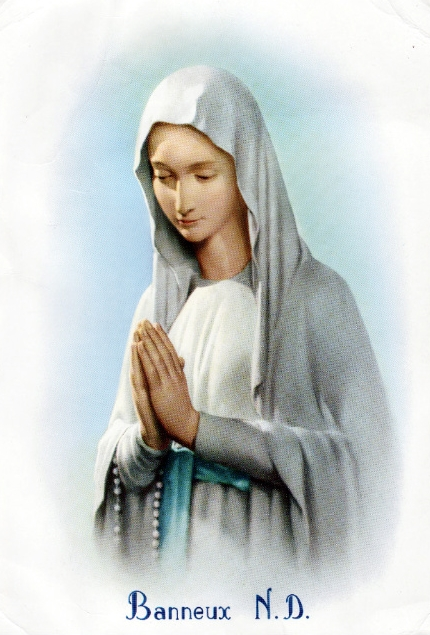
(주보 성인)

벨기에 동부에 있는 리에주 교구 소속의 성모 마리아 발현 성지다. 1933년 1월 15일부터 3월 2일까지 이 마을에 사는 어린 소녀 마리에뜨에게 여덟 번 발현하여 자신을 '가난한 이들의 동정녀'라고 한 성모 마리아를 공경하기 위한 성지가 조성되어 있는 바뇌는, 프랑스의 루르드와 포르투칼의 파티마와 더불어 세계적으로 알려진 성모 발현지 중 하나이다.
- 바뇌의 성모님의 가르침

바뇌에 발현하신 성모님은 무엇을 가르치시는가? 마리아는 늘 기도하는 사람으로 발현하셨다. 8번 발현하신 중에 5섯번을 기도에 대하여 말씀하시므로 기도의 중요성을 일깨워 주셨다. 또한 작은 성당을 원한다고 하심으로 성모님은 예수님을 중심해서 말씀하심을 알 수 있다. 가난하고 보잘 것 없는 아이에게 부드럽고 친절하게 가르치고 그의 인격을 존중함으로 누구든지 하느님 앞에 가난한 이들을 업신 여기지 않도록 하셨다.
  마리아 베코는 가난한 집의 11남매 중 맏이이며 지금도 수도자나 동정녀가 아닌 많은 자녀를 둔 어머니이다. 그는 여러 가지 고통 중에도 순례객 들을 위하여 자원봉사자로 일하고 있다. 바뇌의 성모님은 마리아 벡호를 통하여 현대를 살아가는 어머니가 어떠해야 하는 가를 시사하는 바가 크다.

## 수도회 연혁
수도회 연혁
1981-소 알로이시오 몬시뇰에 의해 '그리스도수도회' 설립(5.10). 은평의 마을 활동.
1991-김규한 요셉 수사 사제서품.
1992-창설자 알로이시오 몬시뇰  선종(1999.3.16), 김규한 요셉 수사 수도회 총원장 취임.
2001-'사회복지법인 그리스도수도회' 설립, 늘푸른자활의집(녹색농원) 개원.
2002-장원용 프란치스코 수사 사제서품.
2003-구본흥 이냐시오 수사 사제서품(멕시코 찰코).
2004-묵당 피정의집 개원.
2005-필리핀 공동체 진출(실랑), 의정부교구 진출.
2009-필리핀 재단법인 설립.
2010-필리핀 '그리스도 나눔의 집(Sharing Christ home)' 개원, 은평의 마을 철수(12월31일).
2011-한상률 빅토리노 수사 총원장 취임, '작은숨골공동생활가정' 개원,김종국 스테파노 수사 사제서품.
2012-배성룡 바오로 수사, 이재홍 그레고리오 수사 사제서품, 한우리 공동체 시작.
2013-서상문 베드로 수사총원장 취임, '묵당 피정의 집' 철수, '재단법인 그리스도수도회' 설립.
2015-알로이시오 신부님 가경자 선포(2015.1.22), 가경자 선포 감사미사(2015.3.23 명동성당).
2016-배성룡 바오로 수사 총원장 취임, 필리핀 알렉스 수사 사제서품, 멕시코 재진출.